# USAM Nîmes
El USAM Nîmes es un equipo de balonmano de la localidad francesa de Nîmes. Actualmente milita en la Primera División de la liga francesa de balonmano. El club tuvo su época dorada en la segunda mitad de la década de los 80 y la primera mitad de la de los 90 cuando ganó varios títulos nacionales.

## Palmarés
- Ligas francesas: 4
  - Temporadas: 1988, 1990, 1991, 1993
- Copas de Francia: 3
  - Temporadas : 1985, 1986, 1994

## Plantilla 2024-25
|  | Porteros - 01 Dylan Soyez - 12 Wesley Pardin Extremos derechos - 03 Rémi Peyre - 20 Damien Gibernon - 91 Mohammad Sanad Extremos izquierdos - 06 Julien Rebichon - 13 Guéric Vincent Pívots - 02 Tom Poyet - 17 Hugo Kamtchop-Baril - 41 Sebastian Kaczor | Laterales izquierdos - 08 Yoann Gibelin - 14 José Luciano Costa da Silva - 27 Jean-Jacques Acquevillo Centrales - 05 Lou Derisbourg - 10 Jesper Konradsson - 18 Boïba Sissoko Laterales derechos - 24 Luc Tobie - 48 Mohab Abdelhak |